# Geophilus gavoyi
Geophilus gavoyi är en mångfotingart som beskrevs av Chalande 1910. Geophilus gavoyi ingår i släktet Geophilus och familjen storjordkrypare. Inga underarter finns listade i Catalogue of Life.